# Port Vale Football Club 2014-2015
Questa voce raccoglie le informazioni riguardanti il Port Vale Football Club nelle competizioni ufficiali della stagione 2014-2015.

## Maglie e sponsor
| Casa | Trasferta | Terza maglia |

## Rosa
| N. |                              | Ruolo | Calciatore       |
| -- | ---------------------------- | ----- | ---------------- |
| 1  | Inghilterra (bandiera)       | P     | Chris Neal       |
| 2  | Inghilterra (bandiera)       | D     | Adam Yates       |
| 3  | Inghilterra (bandiera)       | D     | Carl Dickinson   |
| 4  | Scozia (bandiera)            | D     | Chris Robertson  |
| 5  | Irlanda del Nord (bandiera)  | D     | Ryan McGivern    |
| 6  | Galles (bandiera)            | D     | Richard Duffy    |
| 7  | Trinidad e Tobago (bandiera) | C     | Chris Birchall   |
| 8  | Inghilterra (bandiera)       | A     | Louis Dodds      |
| 9  | Inghilterra (bandiera)       | A     | Ben Williamson   |
| 10 | Inghilterra (bandiera)       | C     | Chris Lines      |
| 11 | Inghilterra (bandiera)       | A     | Tom Pope         |
| 12 | Inghilterra (bandiera)       | P     | Sam Johnson      |
| 14 | Inghilterra (bandiera)       | C     | Colin Daniel     |
| 15 | Irlanda del Nord (bandiera)  | C     | Michael O'Connor |

| N. |                        | Ruolo | Calciatore       |
| -- | ---------------------- | ----- | ---------------- |
| 16 | Inghilterra (bandiera) | D     | Reiss Greenidge  |
| 17 | Inghilterra (bandiera) | C     | Michael Brown    |
| 18 | Inghilterra (bandiera) | C     | Steven Jennings  |
| 19 | Inghilterra (bandiera) | A     | Byron Moore      |
| 20 | Inghilterra (bandiera) | C     | Mark Marshall    |
| 21 | Svizzera (bandiera)    | D     | Frédéric Veseli  |
| 22 | Inghilterra (bandiera) | C     | Ryan Lloyd       |
| 23 | Inghilterra (bandiera) | P     | Ryan Boot        |
| 24 | Inghilterra (bandiera) | D     | Nathan Smith     |
| 25 | Inghilterra (bandiera) | A     | Jordan Slew      |
| 26 | Inghilterra (bandiera) | D     | Remie Streete    |
| 27 | Inghilterra (bandiera) | A     | Harry Panayiotou |
| 28 | Francia (bandiera)     | A     | Achille Campion  |
| 32 | Guadalupa (bandiera)   | D     | Stéphane Zubar   |

## Risultati

### Football League One
| Arbitro: | Bond |

|          |           |              |
| Pope 25’ | Marcatori | 59’ Bradshaw |

| Arbitro: | Eltringham |

|             |           |                                       |
| Bennett 74’ | Marcatori | 27’ Williamson 39’ Pope 41’ Dickinson |

| Arbitro: | Kevin Wright |

|            |           |         |
| Wilson 64’ | Marcatori | 8’ Pope |

| Arbitro: | Mark Brown |

|  |           |                     |
|  | Marcatori | 11’ Jones 87’ Noble |

| Arbitro: | Simpson |

|              |           |                      |
| Marshall 41’ | Marcatori | 9’ Doyle 46’ Roberts |

| Arbitro: | Linington |

|                                    |           |          |
| Maddison 30’ Vassell 72’ Payne 79’ | Marcatori | 83’ Slew |

| Arbitro: | Hooper |

|                   |           |          |
| Ray 6’ Oliver 19’ | Marcatori | 32’ Slew |

| Arbitro: | Woolmer |

|  |           |                              |
|  | Marcatori | 13’, 61’ Wilbraham 48’ Flint |

| Arbitro: | Whitestone |

|                           |           |                      |
| O'Connor 24’ Marshall 89’ | Marcatori | 59’ (rig.) Hourihane |

| Arbitro: | Stockbridge |

|              |           |                  |
| Yeates 45+3’ | Marcatori | 12’ (rig.) Lines |

| Arbitro: | Kevin Johnson |

|                   |           |  |
| Dobbie 80’ (rig.) | Marcatori |  |

| Arbitro: | Darren Handley |

|                                    |           |            |
| Pope 18’, 29’ Lines 46’ Daniel 90’ | Marcatori | 86’ Martin |

| Arbitro: | Russell |

|                          |           |  |
| Gallagher 42’ Browne 81’ | Marcatori |  |

| Arbitro: | Adcock |

|                            |           |                      |
| Williamson 7’ Birchall 70’ | Marcatori | 4’ Bishop 79’ Taylor |

| Arbitro: | Collins |

|                                            |           |  |
| Yates 63’ Williamson 66’ Clarke 81’ (aut.) | Marcatori |  |

| Arbitro: | Kettle |

|           |           |                         |
| Sears 79’ | Marcatori | 56’ Marshall 60’ Daniel |

| Arbitro: | Horwood |

|           |           |  |
| Brown 64’ | Marcatori |  |

| Arbitro: | Sutton |

|          |           |  |
| Baker 3’ | Marcatori |  |

| Arbitro: | Malone |

|               |           |                           |
| Egan 29’, 55’ | Marcatori | 18’ N'Guessan 90+4’ Brown |

| Arbitro: | Heywood |

|  |           |                          |
|  | Marcatori | 57’ Johnson 90+5’ Madine |

| Arbitro: | Robinson |

|               |           |                     |
| Henderson 88’ | Marcatori | 30’ Brown 42’ Dodds |

| Arbitro: | Attwell |

|                                     |           |                   |
| Williamson 16’ N'Guessan 79’ (rig.) | Marcatori | 55’ Campbell-Ryce |

| Arbitro: | Sheldrake |

|              |           |  |
| Williams 56’ | Marcatori |  |

| Arbitro: | Graham |

|                             |           |              |
| Williamson 11’ Daniel 90+3’ | Marcatori | 31’ McDonald |

| Arbitro: | Bond |

|                                             |           |  |
| Gnanduillet 13’ Doyle 60’ (rig.) Raglan 70’ | Marcatori |  |

| Arbitro: | Berry |

|                             |           |                |
| Birchall 32’ Williamson 47’ | Marcatori | 21’ Washington |

| Arbitro: | Ward |

|  |           |           |
|  | Marcatori | 39’ Ajose |

| Arbitro: | Salisbury |

|                               |           |            |
| Neal 45+2’ (aut.) Pearson 47’ | Marcatori | 66’ Daniel |

| Arbitro: | Bull |

|                            |           |                       |
| Campion 58’ O'Connor 90+4’ | Marcatori | 41’ Hanson 65’ Morais |

| Arbitro: | Malone |

|                                         |           |              |
| Emmanuel-Thomas 34’ Bryan 59’ Smith 67’ | Marcatori | 77’ Marshall |

| Arbitro: | D'Urso |

|  |           |          |
|  | Marcatori | 28’ Pope |

| Arbitro: | Stroud |

|                                  |           |  |
| Marshall 7’ Veseli 38’ Moore 87’ | Marcatori |  |

| Arbitro: | Drysdale |

|  |           |             |
|  | Marcatori | 7’ Marshall |

| Arbitro: | Webb |

|  |           |           |
|  | Marcatori | 42’ Jones |

| Arbitro: | Russell |

|                        |           |                                    |
| O'Brien 4’ Odelusi 70’ | Marcatori | 40’ Pope 45’ Marshall 76’ O'Connor |

| Arbitro: | Madley |

|  |           |                 |
|  | Marcatori | 8’ Rossi Branco |

| Arbitro: | Kevin Wright |

|               |           |                                    |
| Dodds 4’, 45’ | Marcatori | 43’ Wordsworth 56’ McLeod 69’ Wood |

| Arbitro: | Simpson |

|                   |           |  |
| Baxter 29’ (rig.) | Marcatori |  |

| Arbitro: | Handley |

|                                              |           |              |
| Mooney 55’ (rig.) Collins 61’ (aut.) Cox 84’ | Marcatori | 28’ Birchall |

| Arbitro: | Breakspear |

|           |           |                       |
| Dodds 84’ | Marcatori | 57’ Moncur 77’ Murphy |

| Arbitro: | Haines |

|              |           |  |
| Andrew 90+4’ | Marcatori |  |

| Stoke-on-Trent 11 aprile 2015, ore 15:00 42ª giornata | Port Vale | 0 – 0 referto | MK Dons | Vale Park (4.379 spett.)\| Arbitro: \| Miller \| |
| Arbitro:                                              | Miller    |               |         |                                                  |

| Arbitro: | Kettle |

|               |           |           |
| Wootton 90+5’ | Marcatori | 43’ Duffy |

| Arbitro: | Clark |

|                                 |           |                               |
| O'Connor 52’ (rig.), 85’ (rig.) | Marcatori | 12’ Johnson 59’ (rig.) Garner |

| Arbitro: | Scott |

|          |           |                    |
| Ugwu 80’ | Marcatori | 13’ Pope 82’ Brown |

| Arbitro: | Hill |

|                |           |                        |
| O'Connor 90+4’ | Marcatori | 17’ Morris 26’ Roberts |

### Football League Cup
| Arbitro: | Webb |

|                          |           |                            |
| O'Connor 34’ Brown 90+3’ | Marcatori | 26’ Ralls 60’, 79’ Macheda |

## Statistiche

### Andamento in campionato
| Giornata  | 1  | 2 | 3 | 4  | 5  | 6  | 7  | 8  | 9  | 10 | 11 | 12 | 13 | 14 | 15 | 16 | 17 | 18 | 19 | 20 | 21 | 22 | 23 | 24 | 25 | 26 | 27 | 28 | 29 | 30 | 31 | 32 | 33 | 34 | 35 | 36 | 37 | 38 | 39 | 40 | 41 | 42 | 43 | 44 | 45 | 46 |
| --------- | -- | - | - | -- | -- | -- | -- | -- | -- | -- | -- | -- | -- | -- | -- | -- | -- | -- | -- | -- | -- | -- | -- | -- | -- | -- | -- | -- | -- | -- | -- | -- | -- | -- | -- | -- | -- | -- | -- | -- | -- | -- | -- | -- | -- | -- |
| Luogo     | C  | T | T | C  | C  | T  | T  | C  | C  | T  | T  | C  | T  | C  | C  | T  | C  | T  | T  | C  | T  | C  | T  | C  | T  | C  | C  | T  | C  | T  | T  | C  | T  | C  | T  | C  | C  | T  | T  | C  | T  | C  | T  | C  | T  | C  |
| Risultato | N  | V | N | P  | P  | P  | P  | P  | V  | N  | P  | V  | P  | N  | V  | V  | V  | P  | N  | P  | V  | V  | P  | V  | P  | V  | P  | P  | N  | P  | V  | V  | V  | P  | V  | P  | P  | P  | P  | P  | P  | N  | N  | N  | V  | P  |
| Posizione | 13 | 7 | 9 | 16 | 18 | 20 | 22 | 23 | 21 | 22 | 22 | 19 | 22 | 18 | 16 | 13 | 12 | 15 | 14 | 16 | 15 | 12 | 15 | 8  | 10 | 9  | 12 | 14 | 14 | 17 | 12 | 10 | 9  | 13 | 11 | 12 | 13 | 14 | 15 | 15 | 16 | 18 | 18 | 16 | 17 | 18 |

Fonte: (EN) Port Vale FC » Fixtures & Results 2014/2015, su worldfootball.net. URL consultato il 17 ottobre 2015.
Legenda:

Luogo: C = Casa; T = Trasferta. Risultato: V = Vittoria; N = Pareggio; P = Sconfitta.